# Schlag bei Thalberg
Schlag bei Thalberg è stato un comune austriaco nel distretto di Hartberg-Fürstenfeld (e in precedenza in quello di Hartberg), in Stiria. È stato soppresso il 31 dicembre 2014 e dal 1º gennaio 2015 il suo territorio è stato ripartito tra i comuni di Dechantskirchen (frazioni di Schlag e Kroisbach) e di Rohrbach an der Lafnitz (frazione di Rohrbach-Schlag).